# The Shirts
The Shirts sono una band statunitense di power pop con base a New York, che si era formata nel 1975. La prima parte della loro esistenza (dal 1975 al 1981) è stata strettamente legata al CBGB, il famoso music club della Bowery. Dopo essersi sciolto nel 1981, il gruppo si è riformato con alcuni dei membri originali nel 2003 ed è attualmente in attività.

## Gli anni del CBGB, 1975-1981
The Shirts avevano le radici a Brooklyn, dove Robert Racioppo e Artie Lamonica avevano suonato a tratti assieme già nel 1970. I membri della band furono aggiunti un po' alla volta (compresa la cantante Annie Golden) nei successivi tre anni. Il gruppo prese il suo nome quando Racioppo, avendo appena rotto con la band dove suonava, disse che ne voleva formare una nuova e che gli era indifferente il nome: "chiamala come vuoi ... camicia ... pantaloni ... scarpe... The Shirts!" Il gruppo dal nuovo nome alla fine comprendeva nove musicisti, suonava cover in piccoli locali di New York, finché, nel 1975, andarono ad un concerto di Patti Smith al CBGB e pensarono di suonare in quel locale usando solo brani da loro scritti.
The Shirts fecero un provino per Hilly Kristal, proprietario del CBGB, che portò all'assunzione della band, prima come apertura per altri gruppi (tra cui Television e Talking Heads), poi come band di testa. Migliorando poi il gruppo nell'abilità della scrittura di nuovi brani, essi suonarono anche in altri locali come il Max's Kansas City. Come molte delle band appoggiate da Kristal, il loro sound era effettivamente più pop e dance-oriented delle "art band" diventate famose in associazione con il CBGB.
Sebbene vi fosse inizialmente poco interesse nella band da parte delle case discografiche americane, The Shirts furono presenti in una doppia compilation, Live at CBGB, che presentava le maggiori band della scena CBGB della metà degli anni '70. Comunque, Nick Mobbs della EMI (che aveva segnalato i Sex Pistols alla casa discografica) nell'autunno del 1977 segnalò la band alla Harvest Records della stessa EMI, e assegnò Mike Thorne (che aveva lavorato anche all'album dei Sex Pistols) come produttore per il loro primo album. In gran parte per scopi aziendali, il gruppo venne poi scritturato dalla EMI, in congiunzione con la sua etichetta controllata americana, la Capitol Records, che inizialmente aveva passato avanti la scrittura della band. Questa formalità alla fine avrà un impatto significativo sulla storia iniziale della band.
Il primo album, The Shirts, venne registrato a Londra (mentre la cantante Golden tornò negli Stati Uniti per girare il film Hair di Milos Forman), pubblicato nel 1978, e divenne molto popolare in Europa, facendo per esempio arrivare il singolo Tell Me Your Plans al quinto posto delle classifiche olandesi. The Shirts andarono in tournée in Europa come band di apertura per i concerti di Peter Gabriel, su sua richiesta.
Thorne scelse di registrare il secondo album della band, Streetlight Shine (1979), al Mediasound Studio di New York City. Il suono risultante era più eclettico del loro album di debutto, e l'album fu nuovamente un successo sia critico che finanziario in Europa, il singolo Laugh and Walk Away salì di nuovo in classifica in Olanda. Tuttavia il mercato degli USA non veniva conquistato.
Per il terzo album la Capitol Records fece un accordo con la EMI in base al quale la band sarebbe stata legata solo alla Capitol. Ma sotto la produzione della Capitol, al posto di quella di Thorne, le registrazioni andarono male e l'album risultante, Inner Sleeve (1980), non venne supportato adeguatamente dalla casa, vennero stampate solo 10 000 copie. Fu un segnale di fallimento per il gruppo e, anche se hanno continuato a suonare per altri due anni, la band venne ridotta da nove a quattro membri, e infine si sciolsero nel 1981.

## Riunioni e la ricostituzione, dal 1994 ad oggi
I membri della band, alcuni dei quali erano rimasti nel mondo della musica, si riunirono due volte negli anni 90 per suonare a beneficio del CBGB, che periodicamente era colpito da problemi fiscali. Vennero fatti dei tentativi per riformare la band, comprese delle audizioni con Annie Golden, che aveva fatto carriera nel cinema e sul palco, e con due altre cantanti, Caren Messing e Kathy McCloskey, che avevano lavorato con Racioppo in un'altra band. Golden infine decise di non tornare a far parte del gruppo, mentre Messing e McCloskey assieme divennero le voci soliste del gruppo. La band così ricostituita suonò la prima volta per il pubblico al CBGB nel maggio 2003, e continua ad esibirsi periodicamente.
Nel 2006, The Shirts hanno registrato e pubblicato il loro primo album dopo oltre 25 anni allo studio che Thorne aveva aperto, album intitolato Only the Dead Know Brooklyn.

## Formazione
- Annie Golden (voce)
- Ronald (Ron) Ardito (chitarra, tastiere, voce)
- Arthur (Artie) Lamonica (chitarra, tastiere, voce)
- Robert (Bob) Racioppo (basso, voce)
- John Piccolo (chitarra, tastiere, voce)
- John (Zeek) Criscione (batteria, percussioni, voce)
- Caren Messing (voce solista)
- Kathy McCloskey (voce solista, tastiere)

## Discografia

### Album
- 1978 - The Shirts
- 1979 - Street Light Shine
- 1980 - Inner Sleeve
- 2006 - Only the Dead Know Brooklyn

### Singoli
- 1978 - Reduced to a Whisper / The Story Goes
- 1978 - Running Through the Night / Lonely Android
- 1978 - Tell Me Your Plans / Cyrinda
- 1979 - Laugh and Walk Away / Maybe, Maybe Not
- 1979 - Out on the Ropes
- 1980 - One Last Chance / I've Had It

### Raccolte
- 1998 - Tell Me Your Plans